# Berné
Berné település Franciaországban, Morbihan megyében. Lakosainak száma 1558 fő (2022. január 1.). Berné Saint-Caradec-Trégomel, Kernascléden, Inguiniel, Plouay, Guilligomarc’h, Meslan és Priziac községekkel határos.

## Népesség
A település népességének változása:
| Lakosok száma | 1592 | 1425 | 1350 | 1331 | 1531 | 1514 | 1531 | 1544 | 1545 | 1558 |
|               | 1968 | 1982 | 1990 | 2006 | 2013 | 2015 | 2017 | 2019 | 2020 | 2022 |